# Dmytro Kvecko
Dmytro Mykolajevyč Kvecko (* 8. listopadu 1935, Sloboda-Bolehivska, Ivanofrankivská oblast - 15. října 2010, Sloboda-Bolehivska) byl historik, učitel, zakladatel ilegální organizace Ukrajinská národní fronta, vydavatel samizdatu a dlouholetý politický vězeň. Ve vězení, pracovních táborech a ve vyhnanství strávil 20 let.

## Život
Dmytro Kvecko pocházel z rolnické rodiny. Jeho strýc i teta byli členy Ukrajinské povstalecké armády a oba strávili 10 let v Gulagu. V raném mládí osiřel. Matka zemřela když mu bylo 10 let. Otec pomáhal v podzemí a dostal tuberkulózu. Absolvoval střední školu v obci Vytvicia a od roku 1953 pracoval jako knihovník.
Roku 1954 se přihlásil do dálkového studia historie na Lvovské univerzitě, ale v letech 1954-1957 musel vykonat povinnou vojenskou službu v Permské oblasti v Rusku a studium historie na Lvovské univerzitě ukončil roku 1963. Pracoval pak jako učitel a ředitel škol v Dolynském rajónu. Zkušenost z vlastní rodiny i ponižování a nesmyslný dril na vojně ho přivedly k myšlence založit organizaci na podporu nezávislé Ukrajiny. Odpor proti Sovětské nadvládě se ve Vyvicii projevoval už od počátku 60. let - vyvěšením modrožluté vlajky na radnici nebo vandalizací sochy Lenina.
Roku 1964 založil spolu s filologem Zenobiem Krasivským podzemní organizaci Ukrajinská národní fronta (UNF), jejímž cílem bylo referendum o plné nezávislosti Ukrajiny, ochrana lidských práv a ekonomická a politická transformace ke zlepšení života obyvatel Ukrajiny. K organizaci se postupně připojilo přes 20 členů z několika regionů. UNF byla výjimečným fenoménem v boji Ukrajiny za národní samostatnost.
Kvecko s Krasivským vydávali časopis Воля і Батьківщина (Svoboda a vlast), inspirovaný názvem periodika OUN "Idea a Čin". Nejprve ho rozmnožovali v 6 kopiích na psacím stroji v bytě Krasivského a později z obavy před prozrazením vybudovali podzemní bunkr v horách. Byl vzdálený asi 5-7 kilometrů od vesnice, byl v něm stůl a psací stroj a texty psali v noci při svíčkách. Do roku 1967 se jim podařilo vydat 16 čísel časopisu. Kromě toho rozmnožili několik set brožur a letáků, včetně materiálů OUN, které se zachovaly v tajném bunkru.
Kvecko byl autorem většiny textů i programu UNF, založeného na programu OUN. Postavení Ukrajiny vnímal jako kolonii Ruska, odmítal komunistickou ideologii a navrhoval přechod k "lidové demokracii" po vzoru západních sociálně-demokratických stran. Roku 1966 odeslal orgánům USSR a SSSR "Memorandum ke 23. sjezdu KSSS" a "Stanovisko UNF". V materiálech uvádí, že národní hnutí na Uktrajině není nijak podporováno ze zahrraničí, ale má domácí kořeny. Požadoval návrat Ukrajinců odvlečených do Ruska a ukončení násilné rusifikace.
KGB se o existenci skupiny dozvěděla poté, co Mykola Kačur, vzdálený příbuzný Kvecka žijící na Donbase, začal výtisky časopisu rozdávat zcela náhodně lidem ve svém okolí. 21. března 1967 byl Dmytro Kvecko zatčen a odmítl vypovídat. V té době měla UNF buňky v 15 regionech a desítky členů a byla největší podzemní organizací po OUN. Významná pobočka byla Ivanofrankivská, kterou vedl Mychailo Dyak, s 50 členy. 27. listopadu 1967 ho Nejvyšší soud USSR v Ivanofrankivsku na uzavřeném zasedání obvinil ze "zrady vlasti" a založení ilegální organizace a odsoudil na 5 let vězení, 10 let v pracovním táboře se zpřísněným režimem a 5 let vyhnanství. Trest vykonal v centrálním vězení ve Vladimiru, v táborech Zhh-385/17-A Ozyorny v Mordovii a v Permské oblasti, vyhnanství strávil v Chuně v Irkutsku. V táborech se zúčastnil protestů a hladovek, psal politické petice a podílel se na pašování materiálů mimo vězení. Jeho spoluvězni byli Zorjan Popadjuk, Ivan Kandyba nebo Mychailo Heifetz.
Po propuštění v červnu 1987 ho nadále sledovala KGB a až do konce 80. let byl pro ni hlavním objektem zájmu. Přesto se vrátil k vydávání samizdatu. Před vyhlášením nezávislosti Ukrajiny se mu podařilo vytisknout 5 vydání "Оновлення-87 (Update 87)", 2 čísla "Humor perestovy". V letech 1990-1992 vydal 55 čísel časopisu "Молодий націоналіст" (Mladý nacionalista). Do roku 1996 vyšlo 287 vydání časopisu "Альтернатива" (Alternativa), poté do roku 1999 celkem 77 čísel časopisu "Націонал-демократ" (Národní demokrat) a v letech 2000-2002 54 čísel časopisu "Наступ" (Útok) a některé další tiskoviny. Kveckovy politické požadavky i texty na téma národních vztahů byli realistické a našly částečné uplatnění v moderní Ukrajině.
Žil ve své rodné obci Sloboda-Bolehivska, kde 10. října 2010 zemřel.

### Ocenění
- 2007 Řád za odvahu[1]

### Memoáry
- "UNF for the Right of the Ukrainian Nation"
- "From the Years of Struggle"
- "Perm Concentration Camps"
- "Chuna Seven Concentration Camp"